# Schwarzautal
Schwarzautal är en kommun i Österrike. Den ligger i distriktet Leibnitz i förbundslandet Steiermark. Kommunen bildades 1 januari 2015 genom en sammanslagning av kommunerna Schwarzau im Schwarzautal, Wolfsberg im Schwarzautal, Breitenfeld am Tannenriegel, Hainsdorf im Schwarzautal och Mitterlabill. Kommunens förvaltning ligger i Wolfsberg im Schwarzautal. 
Kommunen består av tolv orter (Ortschaften) (inom parentes invånarantal 1 januari 2024):

- Breitenfeld am Tannenriegel (205)
- Hainsdorf im Schwarzautal (119)
- Maggau (142)
- Marchtring (201)
- Matzelsdorf (82)
- Mitterlabill (245)
- Schwarzau im Schwarzautal (289)
- Seibuttendorf (171)
- Techensdorf (50)
- Unterlabill (160)
- Wolfsberg im Schwarzautal (621)
- Wölferberg (81)